# Alain Colas
Vous lisez un « bon article » labellisé en 2014.
Pour les articles homonymes, voir Colas.
Alain Colas, né le 16 septembre 1943 à Clamecy (Nièvre) et disparu en mer le 16 novembre 1978 au large des Açores au Portugal lors de la première Route du Rhum, est un navigateur français. Il est notamment connu pour sa victoire dans la Transat anglaise 1972 ainsi que pour son record du tour du monde à la voile en solitaire en 1973, ces deux résultats obtenus sur Pen Duick IV rebaptisé Manureva. Par la suite, il est l'initiateur de la construction du grand monocoque Club Méditerranée avec lequel il termine cinquième de la Transat anglaise 1976. Homme de communication, il est le premier à s'appuyer sur le pouvoir des médias pour développer le sponsoring dans la course au large.
Sa disparition en novembre 1978 lors de la première Route du Rhum est entourée de mystères — aucun élément d'une épave n'a jamais été retrouvé — qui ont notamment nourri l'écriture par Serge Gainsbourg de la chanson Manureva interprétée en 1979 par Alain Chamfort.

## Biographie

### Jeunes années
Les parents d'Alain Colas sont Roger (1907-1993), ancien ouvrier tourneur, et Fernande Colas qui dirigent la faïencerie de Clamecy. Il a deux frères, Christian (son aîné) et Jean-François, surnommé Jeff, son cadet. Il étudie de la cinquième à la première au lycée Jacques-Amyot d'Auxerre avant de passer une année au lycée Paul-Bert d'Auxerre où il obtient un baccalauréat philosophie en 1961. Il étudie ensuite à la faculté de lettres de Dijon puis poursuit ses études à la Sorbonne à Paris en anglais. En juillet 1963, à dix-neuf ans, il crée le club de canoë-kayak de Clamecy.

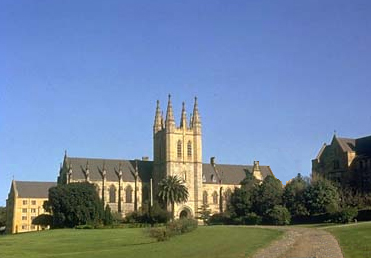
Vue du Saint John's college, où Alain Colas enseigne la littérature française à partir de 1966.

En 1965, alors qu'Alain Colas est esseulé à Paris et résolu à voyager, son père lui fait parvenir une annonce parue dans Le Monde dans laquelle l'université de Sydney recherche un lecturer, c'est-à-dire un chargé d'enseignement, et non un lecteur comme le croit le jeune homme. Il postule aussitôt et prépare son départ. De son propre aveu, s'il avait connu le sens précis du terme anglais, il n'aurait jamais osé postuler au poste proposé. Sans avoir reçu de réponse, il réserve un billet pour l'Australie sur un paquebot au départ de Marseille le 11 janvier 1966. Le 24 décembre 1965, il reçoit la réponse de l'université australienne : elle est négative. Néanmoins, il maintient son voyage. À chaque escale, il envoie diverses candidatures vers l'Australie. Arrivé à Sydney, il rencontre le responsable des études en français de la faculté, qui parvient à lui obtenir un poste de chargé d'enseignement : il enseigne alors la littérature française au Saint John's college (en). Avec quelques collègues, il découvre alors l'univers de la voile qu'il se met à pratiquer intensivement. En décembre 1967, il est engagé comme équipier d'un bateau néo-zélandais sur la course Sydney-Hobart.

### Navigation avec Éric Tabarly

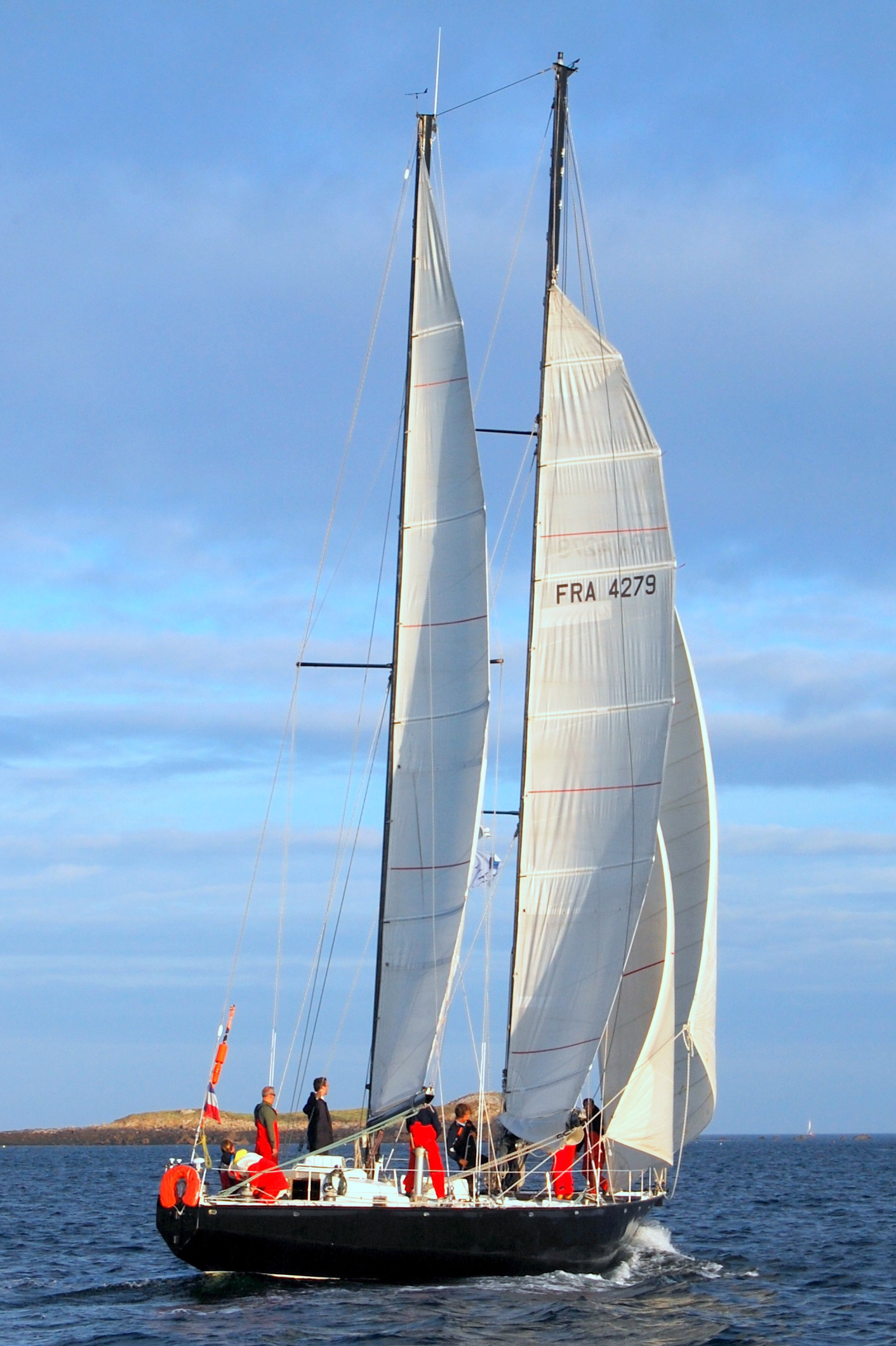
Pen Duick III en 2008.

À l'arrivée à Hobart, il rencontre Éric Tabarly qui vient de remporter la course avec Pen Duick III. Les deux hommes sympathisent et comme la plupart des membres de l'équipage repartent vers la France (à l'exception de trois équipiers dont Olivier de Kersauson), Éric Tabarly propose à Alain Colas d'embarquer pour le trajet qu'il envisage vers la Nouvelle-Calédonie. C'est l'époque des vacances universitaires : Alain Colas accepte donc la proposition. Arrivés à Nouméa, ils se rendent ensuite à l'Île des Pins puis à Ouvéa où ils mouillent le soir du 18 janvier 1968. Ils y subissent à partir de minuit le cyclone Brenda avec des vents dépassant les 150 km/h et ne s'échappent du piège que grâce au sang-froid de Tabarly et à la solidité du bateau, volontairement couché sous toute sa toile pour éviter de talonner.
Cette rencontre initiatique avec Tabarly et avec le gros temps est décisive pour Alain Colas, et il décide de prendre une année de congé sans solde pour se consacrer à la navigation. Officiellement, il retourne à la Sorbonne pour terminer le cycle qu'il avait entamé en anglais. Il rentre en France et arrive à Paris en plein Mai 68. Il va alors à Lorient où Tabarly peaufine Pen Duick IV en vue de la toute proche Transat anglaise. Alain Colas aide quelque temps Tabarly sur le chantier du trimaran.
Après l'échec de Pen Duick IV sur la Transat, Tabarly s'engage sur le « Cristal Trophy » (en équipages) à Cowes et recrute Alain Colas comme équipier pour cette course multicoque disputée en juillet 1968. Au retour de cette compétition, Tabarly décide de participer à la « Transpacifique » entre Los Angeles et Honolulu avec Pen Duick IV. Alain Colas est de l'expédition en tant qu'équipier et décide alors d'envoyer sa lettre de démission à Sydney pour se consacrer totalement à la voile. L'équipage part le 26 novembre 1968, traverse l'Océan Atlantique, fait escale à Fort-de-France, traverse le canal de Panama avant d'arriver en Californie. Là, Alain Colas laisse quelque temps ses coéquipiers pour retourner en France en avion voir sa famille.
À son retour en Californie en juillet 1969, il apprend que Pen Duick IV n'est pas autorisé à courir Los Angeles-Honolulu car l'épreuve est strictement — ce que tout l'équipage ignorait, y compris Tabarly — réservée aux monocoques. Il participe tout de même en marge de la course officielle et arrive 19 h avant le premier monocoque. Alain Colas retourne alors en France et participe à des régates sur Coriolan et sur Palynodie II, ce dernier barré par Gaston Defferre. Par la suite, Tabarly remonte une équipe en vue des courses Honolulu-Tahiti et Tahiti-Nouvelle-Calédonie.
C'est à cette période, fin 1969, qu'Alain Colas formalise son désir d'acheter Pen Duick IV, dont Tabarly veut se séparer depuis longtemps : il verse un premier acompte sur les 23 millions d'anciens francs réclamés. C'est l'époque de la vente de quelques récits de voyages dans la presse ainsi que de quelques photographies mais c'est très insuffisant pour envisager le rachat total du bateau. Pour convaincre un investisseur, Alain Colas comprend qu'il lui faut réussir un exploit médiatisé.

### La course selon Alain Colas

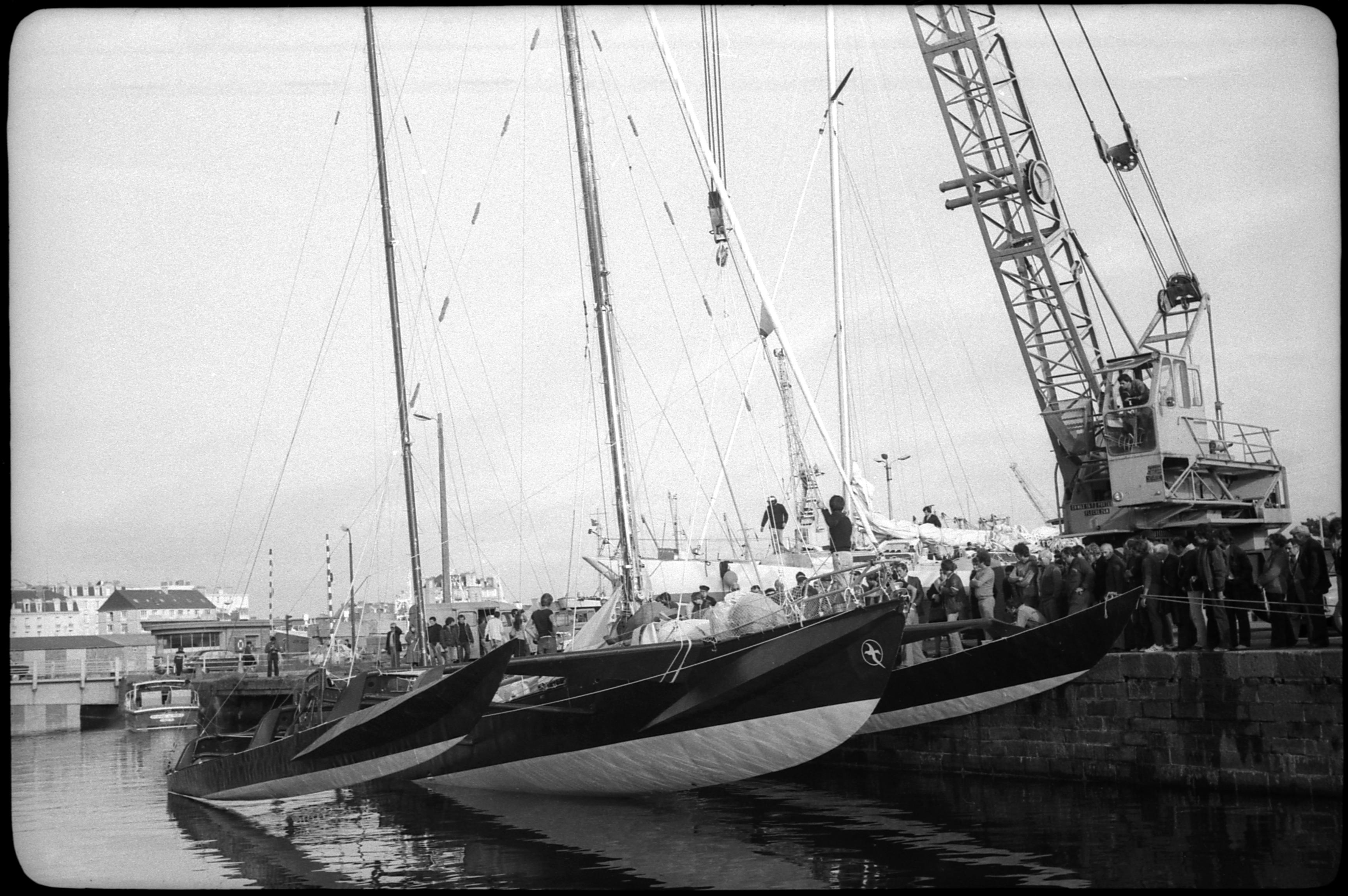
Pen Duick IV devenu Manureva, ici en 1978.

Alain Colas affrète donc le Narragansset, un voilier de 12 mètres, et participe en juin 1970 à San Francisco-Papeete : la course est un échec notamment à cause de plusieurs avaries subies durant la course. Arrivé à Tahiti, il décide de naviguer jusqu'aux Îles Pitcairn dont il repart le 31 août 1970.
En France, le père d'Alain, Roger Colas, parvient à convaincre les banques et obtient un crédit de manière à acheter définitivement Pen Duick IV. Il retrouve ce bateau à Nouméa et procède avec l'aide de Tabarly à un grand ravalement des coques du bateau qui mouille au Cercle nautique calédonien.
En décembre 1970, il engage Pen Duick IV sur Sydney-Hobart courue deux ans avant en tant qu'équipier et qui lui avait permis de rencontrer Tabarly à l'arrivée. La course démarre bien et le bateau est rapidement en tête (officieusement car c'est un multicoque) jusqu'au moment où de graves déchirures de voile assorties d'une panne radio le laissent perdu pendant quarante-huit heures. Alain Colas décide alors de ramener Pen Duick IV en France et entame un retour via La Réunion et le cap de Bonne-Espérance avec sa compagne Téura rencontrée à Tahiti. Peu à l'aise sur un bateau, celle-ci décide finalement de rentrer en avion vers la métropole. De son côté, il arrive à La Trinité-sur-Mer, le 19 février 1971.
En juin 1972, Alain Colas conduit Pen Duick IV à Plymouth en vue du prochain départ de la Transat anglaise 1972. Le départ est donné le 17 juin ; le 8 juillet, il arrive vainqueur à Newport aux États-Unis, pulvérisant le record de l’épreuve en vingt jours, treize heures et quinze minutes. Il bat donc le grand favori Jean-Yves Terlain qui courait sur le monocoque Vendredi 13 soutenu financièrement par Claude Lelouch.
En décembre 1972, il participe à une table ronde consacrée à « sport et qualité de la vie » animée par Anne-Aymone Giscard d'Estaing et devient Chevalier de la Légion d'honneur.
Son objectif suivant est de réaliser le premier tour du monde en solitaire en multicoque avec Pen Duick IV rebaptisé Manureva, l’oiseau du voyage en tahitien. À bord de ce bateau, légèrement modifié pour affronter les mers difficiles de l'hémisphère sud, Alain Colas part de Saint-Malo le 8 septembre 1973. Après une escale à Sydney, il franchit le cap Horn le 3 février 1974. Arrivé à Saint-Malo le 28 mars 1974, il bat de trente-deux jours le record du tour du monde en solitaire détenu par Sir Francis Chichester, en monocoque. Ce périple de 169 jours a été accompli en parallèle de la première édition de la Whitbread, une course autour du monde en équipage en monocoques, notamment courue par Tabarly qui ne « semble pas apprécier » l'initiative de Colas de courir seul sur multicoque au moment de la Whitbread, profitant ainsi de sa couverture médiatique. Une certaine distance s'installe alors entre Tabarly et Colas, que les médias contribuent à présenter comme une rivalité.

### Le projet de quatre-mâts

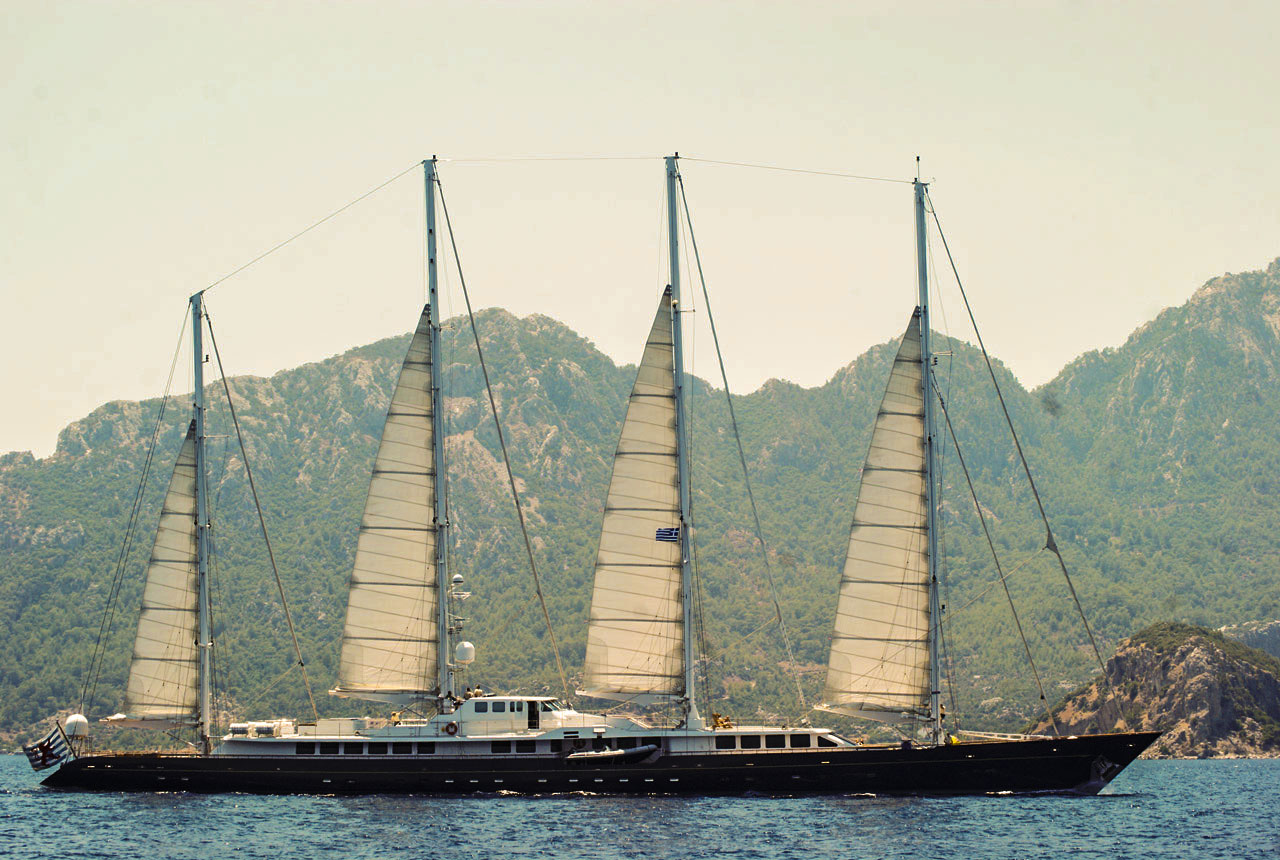
Le monocoque quatre-mâts Club Méditerranée, ici en 2011.

En 1975, Alain Colas conçoit et met en œuvre la construction d’un quatre-mâts, voilier de soixante-douze mètres de long, à la pointe de la technologie, pour la Transat anglaise 1976. C'est l'architecte naval Michel Bigouin qui l'accompagne dans ce projet. Pour le financement du projet, il bénéficie de l'aide de Claude Collard président du comité national olympique et sportif français ainsi que de celle de Gaston Defferre avec qui il a régaté par le passé. Ce dernier réussit à obtenir des encarts publicitaires « gratuits » dans la presse écrite régionale en échange de récits de ses navigations. Rapidement Gilbert Trigano acquiert la totalité des encarts pour le compte de l'entreprise Club Méditerranée.

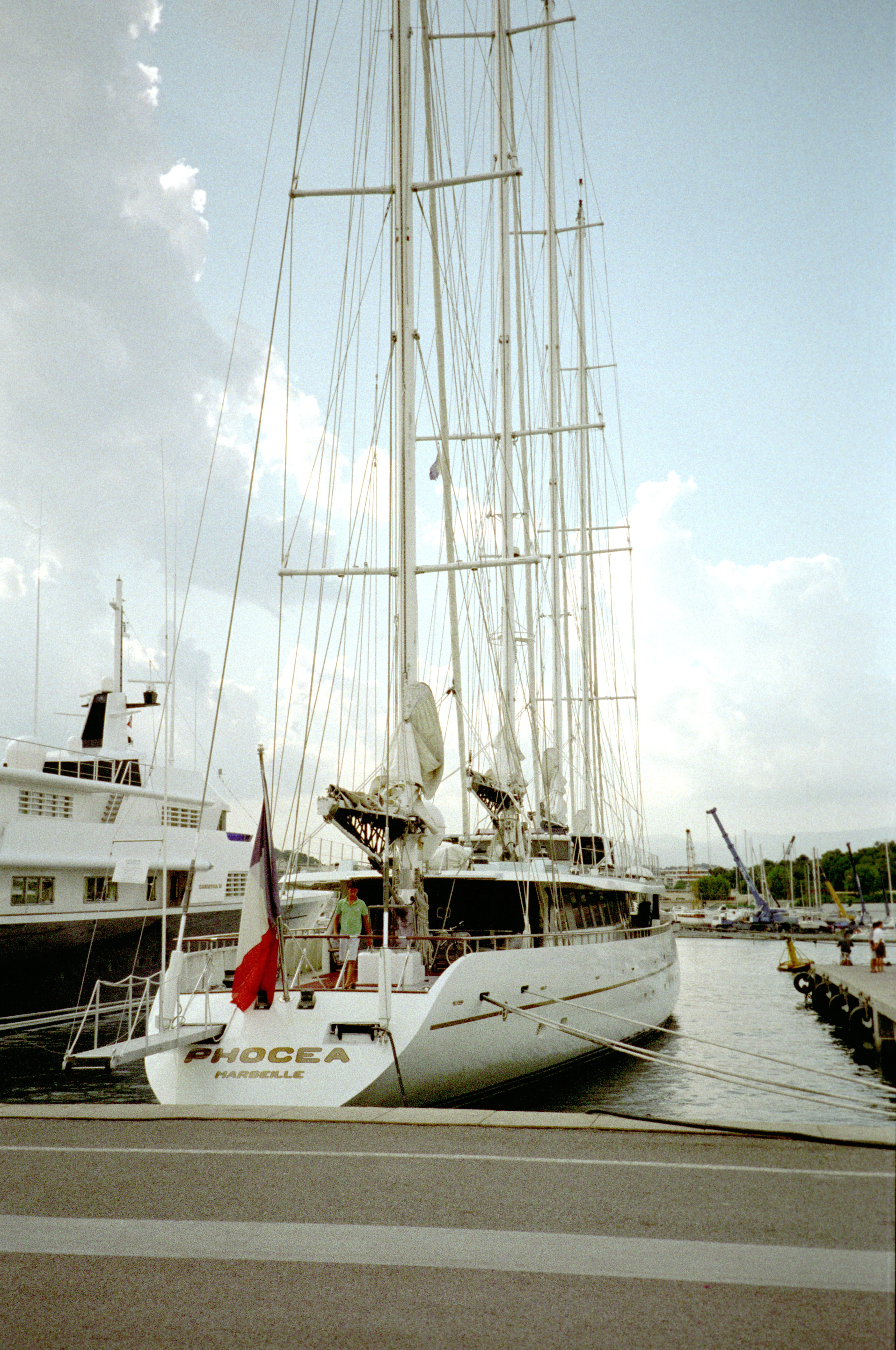
Club Méditerranée devenu le Phocéa, ici en 1995.

Accaparé par le projet Grand Bateau, Alain Colas trouve tout de même le temps de naviguer quelques jours sur Manureva. Le 19 mai 1975, dans le port de La Trinité-sur-Mer, Alain Colas est victime d'un accident : sa cheville droite est sectionnée par le cordage d'une ancre du bateau. D'abord hospitalisé à l'hôpital Saint-Jacques de Nantes, il subit vingt-deux opérations qui lui permettent de conserver son pied, et continue à superviser la réalisation du Club Méditerranée depuis son lit de l'hôpital de Nantes. Il demande au fabricant de mâts suisse Nirvana, Albert Cœudevez, d'adapter ses réalisations à un éventuel handicap (selon les conseils de son ami alpiniste René Desmaison). Le 15 février 1976, le « Grand Bateau » est lancé à l'arsenal du Mourillon à Toulon. Une équipe de volontaires réalise ensuite les équipements très sophistiqués du navire, qui fait sa première sortie en mer le 21 mars 1976 en présence d'Alain Colas toujours convalescent.
Le 5 juin 1976, Alain Colas est au départ, sur le « Grand Bateau » baptisé Club Méditerranée, de la cinquième Transat anglaise en solitaire, à Plymouth. Les jours suivants, cinq tempêtes se succèdent dans l'Atlantique nord, coulant plusieurs bateaux. Sur Club Méditerranée, elles provoquent la rupture des drisses. Tabarly étant alors faussement localisé en tête, la course paraît jouée. Alain Colas décide d'une escale technique à Terre-Neuve, qui dure trente-six heures. Le 29 juin, il arrive second à Newport, 7 h 28 après Éric Tabarly. Mais le comité de course le pénalise de 58 h, le rétrogradant à la cinquième place, parce qu'il a été aidé par des équipiers à hisser ses voiles lors de son départ de Terre-Neuve,. Les scellés de son moteur n'étaient plus en place, mais rien ne lui fut reproché sur ce point : « Alain Colas avait dû s'en servir pour entrer à Terre-Neuve, comme la loi l'y obligeait ; lors de son départ, les douaniers refusèrent de plomber à nouveau le moteur ». Après la course, il représente la France avec Club Méditerranée, lors du défilé des navires organisé sur le fleuve Hudson du bicentenaire des États-Unis. Puis il regagne la France et organise, en août et en septembre 1976, l'opération « Bienvenue à bord ». Amarrant son voilier géant dans les grands ports de la Manche et de l'Atlantique, il accueille gratuitement les visiteurs le matin ; l'après-midi, il propose des sorties en mer avec participation aux frais, suivies de projections et de conférences. Ces manifestations, qui rencontrent le succès, sont l'occasion de vendre les livres d'Alain Colas et les objets ornés de son logo.
Au printemps et en été 1977 avant la disparition du navigateur, « Bienvenue à bord » se déroule dans les ports français de la Méditerranée. En 1982, le voilier est vendu à Bernard Tapie par la veuve d'Alain Colas : il deviendra alors le Phocéa administré par la société Alain Colas Tahiti (ACT).

### La dernière course

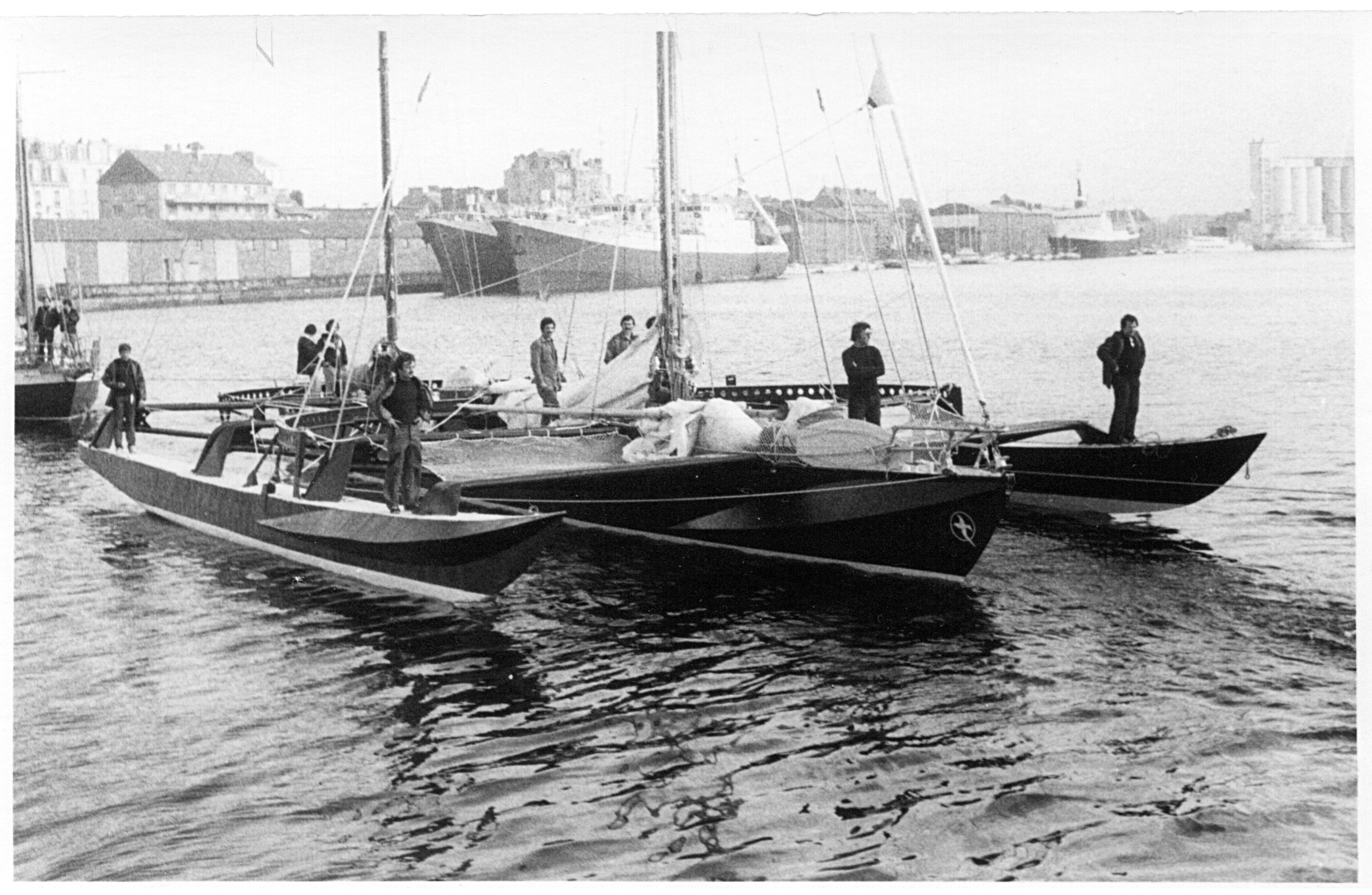
Manureva peu avant le départ de la Route du Rhum 1978.

Le 5 novembre 1978, il prend le départ de la première Route du Rhum à bord de Manureva. Le 16 novembre 1978, alors qu'il a passé les Açores dans les Îles portugaises, il envoie son dernier message radio — diffusé sur Radio Monte Carlo, son sponsor pour la course — dans lequel il signale : « Je suis dans l’œil du cyclone, il n’y a plus de ciel, tout est amalgame, il n’y a que des montagnes d’eau autour de moi » (selon le frère d'Alain Colas, ce message, qui a été rapporté par la compagne d'Alain Colas, n'est pas daté comme le dernier). Il navigue alors parmi les premiers mais dans la tempête qui se déchaîne peu après, Manureva disparaît. Le 17 au soir était prévu l'appel suivant d'Alain Colas à la rédaction de RMC, mais celle-ci n'a plus été contactée après le 16.
Dans les jours et les semaines qui suivent, des recherches au large des Açores sont entreprises, notamment effectuées par l'armée qui utilise des Breguet Atlantic pour survoler la zone, ceci « dès le 28 novembre ». Le dimanche 3 décembre une communication d'Alain Colas aurait été interceptée par au moins deux radio-amateurs : « Ici Manureva, suis en difficulté. Demande assistance ». Début décembre, l'inquiétude est grande non seulement pour Alain Colas mais également pour d'autres concurrents, comme Jacques Palasset, « muets » depuis le départ,. Aucune trace du Manureva n'a été retrouvée par les quatre avions de patrouille maritime qui ont survolé une large étendue de l'Atlantique (2 millions de km2 au total) pendant une vingtaine de jours (400 heures de vol au total).
À partir de mi-décembre, un certain nombre de déclarations relatives à la disparition d'Alain Colas sont prononcées : le 14 décembre, Raoul Civrays, président de la fédération française de voile, rappelle la forte opposition de la fédération à l'organisation de courses en solitaire. Le docteur Bainvel, qui l'avait suivi pour son problème au pied, rappelle de son côté que « l'état de santé d'Alain Colas était excellent avant son départ pour la Route du rhum, et ne peut être responsable d'un accident ». Sont également précisés les points suivants : le bateau embarquait près d'un mois de vivres ; il avait bien été révisé avant le départ de Saint-Malo mais il n'embarquait pas de balise de détresse, oubliée sur le quai au départ.
Le 27 décembre 1978, le ministère de la Défense annonce officiellement l'arrêt des recherches. En février 1979, son frère Jean-François Colas, bon connaisseur de voile pour avoir été équipier de son frère, considère que « la disparition d'Alain Colas n'est pas absolument certaine » : il aurait pu dériver à bord de son embarcation de survie. Les hypothèses les plus probables (choc avec un cargo, désintégration des structures d'un bateau construit en aluminium) sont écartées par l'opinion qui se rue avec gourmandise sur les thèses du suicide ou que le skipper aurait refait sa vie sur une île déserte en raison des grosses dettes qu'il avait contractées pour la construction du monocoque Club Méditerranée.
En 2014, certains proches d'Alain Colas mettent en avant l'état de fatigue mécanique du voilier pour expliquer la disparition du navigateur. Les coques en aluminium auraient présenté « des milliers de criques » et de fissures, selon un examen réalisé par le commissariat à l’énergie atomique[Quand ?], masquées par plusieurs couches de peinture. Avant le départ, de nombreuses soudures faisaient défaut, notamment au niveau des bras de liaison, et la coque et les flotteurs étaient sujets aux voies d'eau.

### Vie privée
Alain Colas est le père de trois enfants : Vaimiti, Torea et Tereva, qu'il a eus avec sa compagne Teura Krauze. Après la disparition d'Alain Colas, celle-ci est repartie vivre à Tahiti.

## Hommages

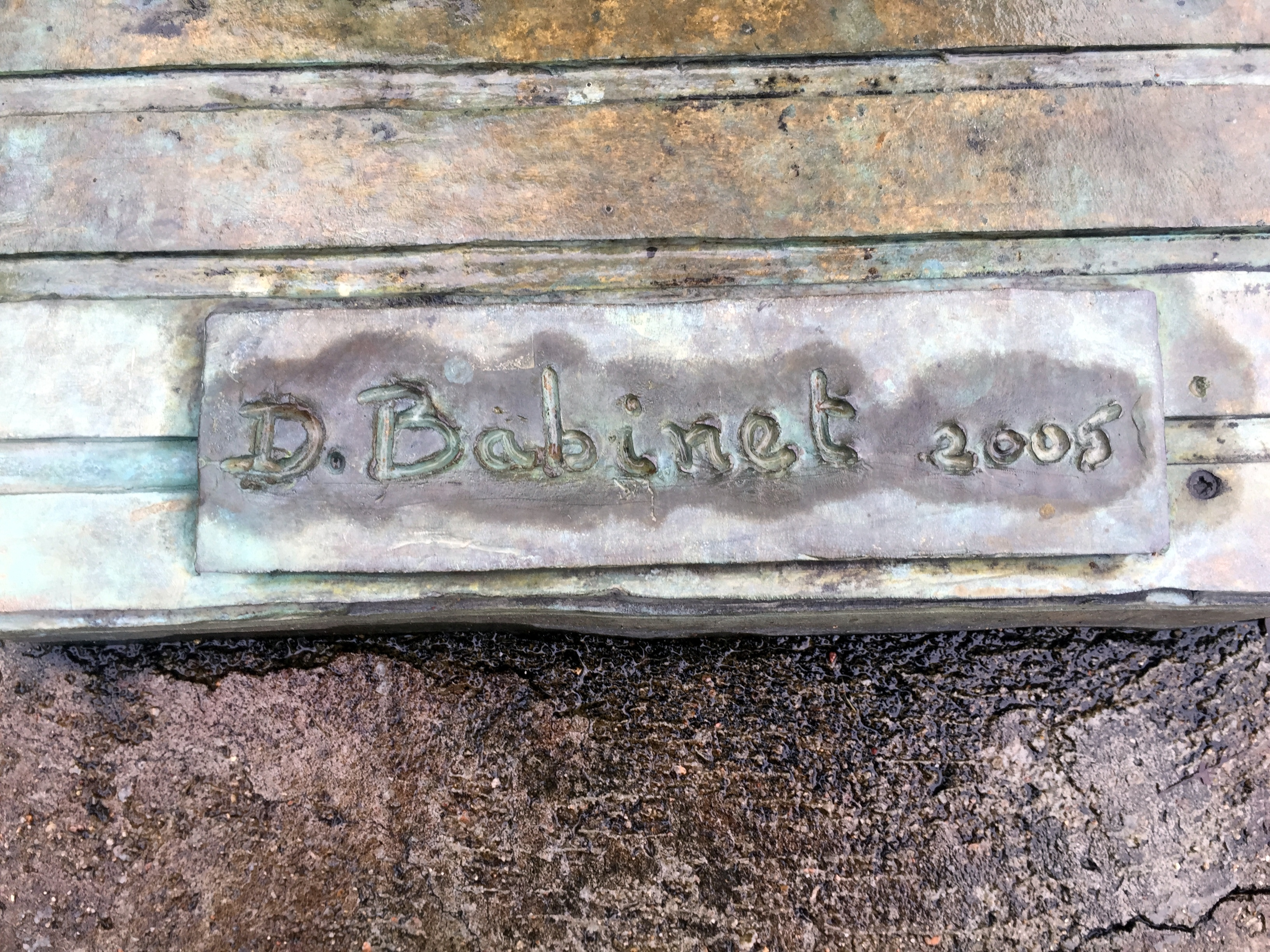
Signature de Dominique Babinet, sur sa sculpture représentant Alain Colas à Clamecy.

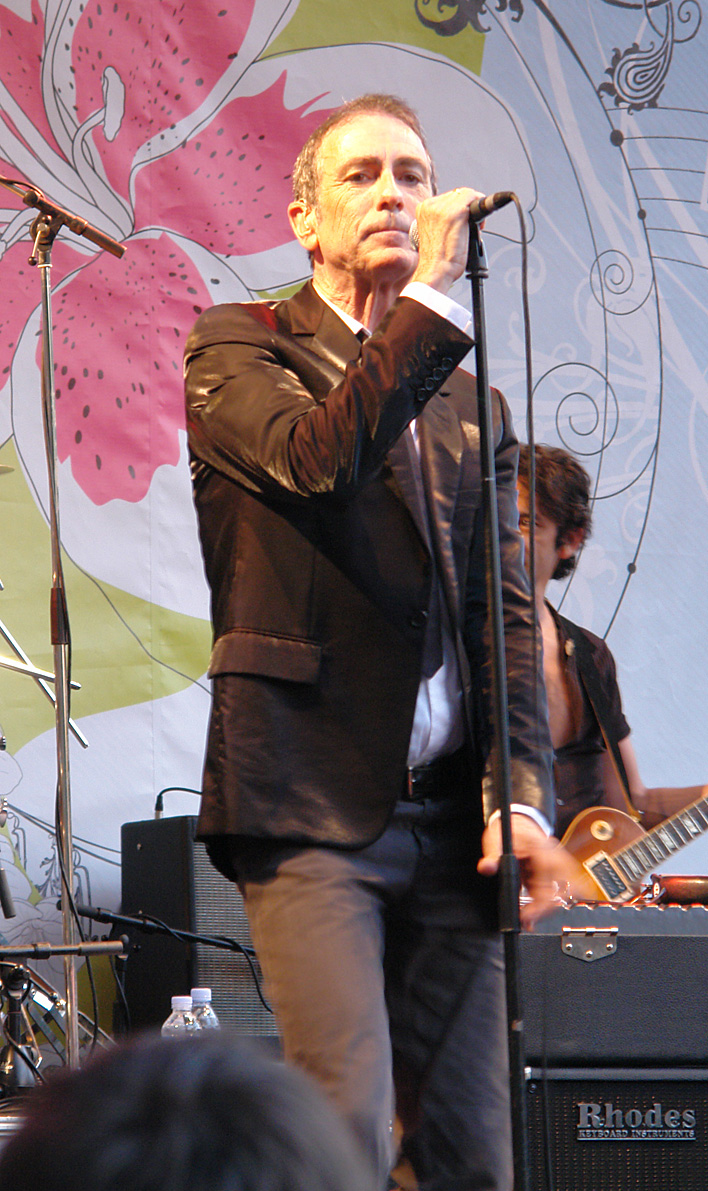
Alain Chamfort, l'interprète de la chanson Manureva, ici en 2006.

La disparition d'Alain Colas inspire Serge Gainsbourg qui écrit en 1979 les paroles de la chanson Manureva, composée et chantée par Alain Chamfort,.
Plusieurs villes de France ont donné le nom d'Alain Colas à des voies ou à des bâtiments. Une plaque en sa mémoire a par exemple été posée à Saint-Malo, ville dont il est parti lors de son dernier voyage. Le lycée de la communication de Nevers a reçu le nom d'Alain Colas. À Clamecy, une statue du navigateur, en bronze, a été inaugurée en 2006. Cette statue était originellement prévue pour être installée en 1988 lors du 10e anniversaire de la disparition d'Alain Colas ; mais le peu d'adhésion au projet initial de Thomas Schütte avait reporté sa concrétisation. Finalement c'est un travail de 2,20 m de haut, réalisé par le sculpteur Dominique Babinet et le fondeur Gilbert Clémenti, qui a été installé à proximité du centre sportif de La Tambourinette,.
En novembre 1994, La Poste française met en vente un timbre à 3,70 francs à l'effigie d'Alain Colas.
En 2018 c'est au tour de l'administration postale de la Polynésie française d’émettre un nouveau timbre « Alain Colas » à l'occasion du 40e anniversaire de sa disparition, dessiné par Cyril de La Patellière.

## Distinctions
- Chevalier de la Légion d'honneur (1972)[25]
- Prix Marie-Christine Ubald-Bocquet (fondé par Guy Wildenstein) de l'Académie des sports (1972)[68]
- Prix Jean Walter de l'Académie française pour l'Ensemble de son œuvre (1974)
- Prix Louis-Castex de l’Académie française pour Cap Horn pour un homme seul (1977)
- Prix André-de-Saint-Sauveur de l'Académie des sports (1975)[69]

#### Œuvres d'Alain Colas
- Alain Colas, Un tour du monde pour une victoire, Arthaud, 1972, 312 p.

- Alain Colas, Cap Horn pour un homme seul, Flammarion, 1977, 269 p.

#### Ouvrages
- Jean-Paul Aymon, Alain Colas la mer est son défi, Nathan, 1977, 96 p. (ASIN B003OS2ZZI)

- Gérald Asaria, Les Héros solitaires de l'Atlantique, Paris, De Messine, 1976, 255 p. (ISBN 978-2719100301)

- Jean-Paul Aymon et Gilles Pernet, Colas, Terlain, Vidal, Tiercé de la mer, Paris, Solar, 1972, 254 p. (ASIN B003TXJJNO)

- Jean-Paul Aymon et Gilles Pernet, Alain Colas : Manureva ne répond plus, Paris, Sipe, 1978, 96 p. (ASIN B0000DQ7YR)

- Jean-François Colas, « Alain Colas et ses navigations », Bulletin de la société scientifique et artistique de Clamecy,‎ 2011, p. 9-34

- Éric Vibart, « Le jour où Colas perdit la Transat », Voiles et Voiliers, no 284,‎ octobre 1994, p. 79

- Jean-François Colas, « Alain Colas : courir en solitaire la Transatlantique », Bulletin de la Société scientifique et artistique de Clamecy,‎ 2022, p. 43-91 (ISSN 0181-0596).

#### Documentaires
- Alain Colas, Rêves d’Océan de Éric Le Seney, 2013, 52 minutes : Coup de cœur du Jury Festival International du film d'aventures de Dijon[70],[Note 1].

- Alain Colas, le marin magicien de Philippe Abalan, 2004 : Prix Jacques-Henri-Baixe[71]

- Alain Colas de Bernard Dussol, 1988 : reportage de Thalassa[72]

- Un navigateur exceptionnel : Alain Colas, 1979 : reportage de TF1[73]

- Tabarly Colas, vents contraires, de La Générale de Production/INA (prod.) et de Grégory Magne (réal.), 2013, 52 minutes[29]